# جون كريستيان يونسن
جون كريستيان يونسن (بالنرويجية البوكمول: Johan Christian Johnsen)‏ هو صحفي وكاتب ومحرر وسياسي نرويجي، ولد في 23 يوليو 1815، وتوفي في 2 فبراير 1898. انتخب عضو برلمان النرويج ‏.